# Cláudia das Neves
Cláudia Maria das Neves, surnommée Claudinha, née le 17 février 1975 à Guaruja (Brésil), est une joueuse brésilienne de basket-ball évoluant au poste de meneuse de jeu.

## Carte d’identité
- Taille : 1,70 m
- Poste : meneuse
- Surnom : Claudinha
- Internationale : Brésil A (? sélections depuis ?)

## Carrière
- 1993 - 1996 :  Ponte Preta
- 1996 - 2000 :  BC Osasco
- 2001 - 2002 :  CB Halcón Viajes (Liga Femenina)
- 2002 - 2003 :  Baloncesto Zaragoza (Liga Femenina)
- 2003 - 2006 :  Lattes Montpellier BA (LFB)
- 2006 - 2007 :  Unimed
- 2007 - 2009 :  Stade Clermontois Auvergne Basket 63 (LFB)
- 2009 - 2010 :  Pays d'Aix Basket 13 (LFB)

Ligues d'été
- 2000 et 2001 :  Detroit Shock (WNBA)

## Palmarès
En club
En sélection
- Médaillée de bronze aux Jeux olympiques 2000